# Mosteiro de Santa Maria de Retuerta
O Hotel Abadia Retuerta LeDomaine, antigo Mosteiro de Santa Maria de Retuerta, está situado na margem esquerda do rio Douro, perto da localidade de Sardón de Duero, na província de Valladolid, comunidade autónoma de Castela e Leão, Espanha. O mosteiro pertenceu aos premonstratenses e foi construído durante o período de 1146 até ao século XV em estilo românico tardio. Foi fundada por Sancho Ansúrez, neto do Conde Pedro Ansúrez. O prédio foi declarado Monumento Histórico-Artístico de interesse nacional em 3 de junho de 1931, e posteriormente Bien de Interés Cultural. Mais recentemente, foi transformado em hotel e pertence ao grupo empresarial privado Novartis. Em 2016, foi premiado como o melhor hotel turístico pela Fitur.